# 443 Photographica
443 Photographica este un asteroid din centura principală, descoperit pe 17 februarie 1899, de Max Wolf și Arnold Schwassmann.